# 史賓塞·史特萊德
史賓塞·羅伯特·史特萊德（英語：Spencer Robert Strider，1998年10月28日—），為美國職棒大聯盟的投手，目前效力於亞特蘭大勇士。

## 職業生涯
2021年
10月1日，史特萊德登上大聯盟。他在球季最後一場比賽拿下大聯盟首勝，最後勇士拿下外卡席次。他們一陸打進世界大賽，並順利擊敗太空人奪冠。
2022年
在5月30日以前，史特萊德都是球隊的牛棚投手。7月，他拿下國聯單月最佳新秀頭銜。9月1日，他先發主投8局送出16次三振，寫下勇士隊史紀錄。他也成為現代棒球第一位在新秀賽季就送出200次三振的球員。2022年10月10日，他與球隊簽下6年7500萬美元的延長合約。整季他拿下11勝5敗，防禦率2.67。不過他在季後賽開打前受傷，一直到第3場才傷癒回歸。結果他面對費城人僅投2.1局便狂失6分吞敗，最後勇士1勝3敗被費城人淘汰。他在球季結束後，於國聯新人王票選拿下第二名，僅次於隊友Michael Harris II。
2023年
史特萊德成為該年大聯盟最快達成100次三振的投手，同時也寫下史上最快達標紀錄。他也在季中入選明星賽。同年，史特萊德達成單季200次三振史上最快紀錄。
2024年
這年史特萊德成為球隊的開幕戰先發投手，主投5局無關勝敗。但他在第二場先發便向球團表示手肘不舒服，經檢查後發現是他的尺骨附屬韌帶受傷，需要進行湯米約翰手術，而球團在4月13日宣告史特萊德剩餘球季報銷。

## 個人生活
史特萊德從2019年起開始吃素，他認為這樣可以有助於降低他的高血壓。他從高中時期就開始蓄鬍，也因此他獲得鬍子哥的綽號。他在新秀賽季選擇了65號做為背號，隔年為了電影大聯盟的角色Ricky Vaughn，改用99號做為新的背號。他在2023年初結婚。

## 外部連結
- 球員資訊和成績在MLB，ESPN，Baseball-Reference，Fangraphs（英文）